# R 6

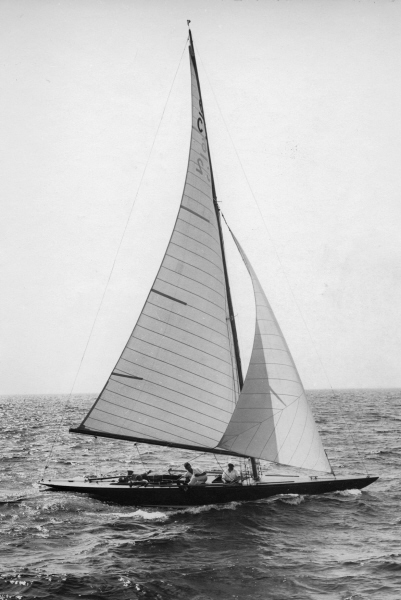
6mR-yachten Tutti V, ritad av Gustaf Estlander, i juni 1927

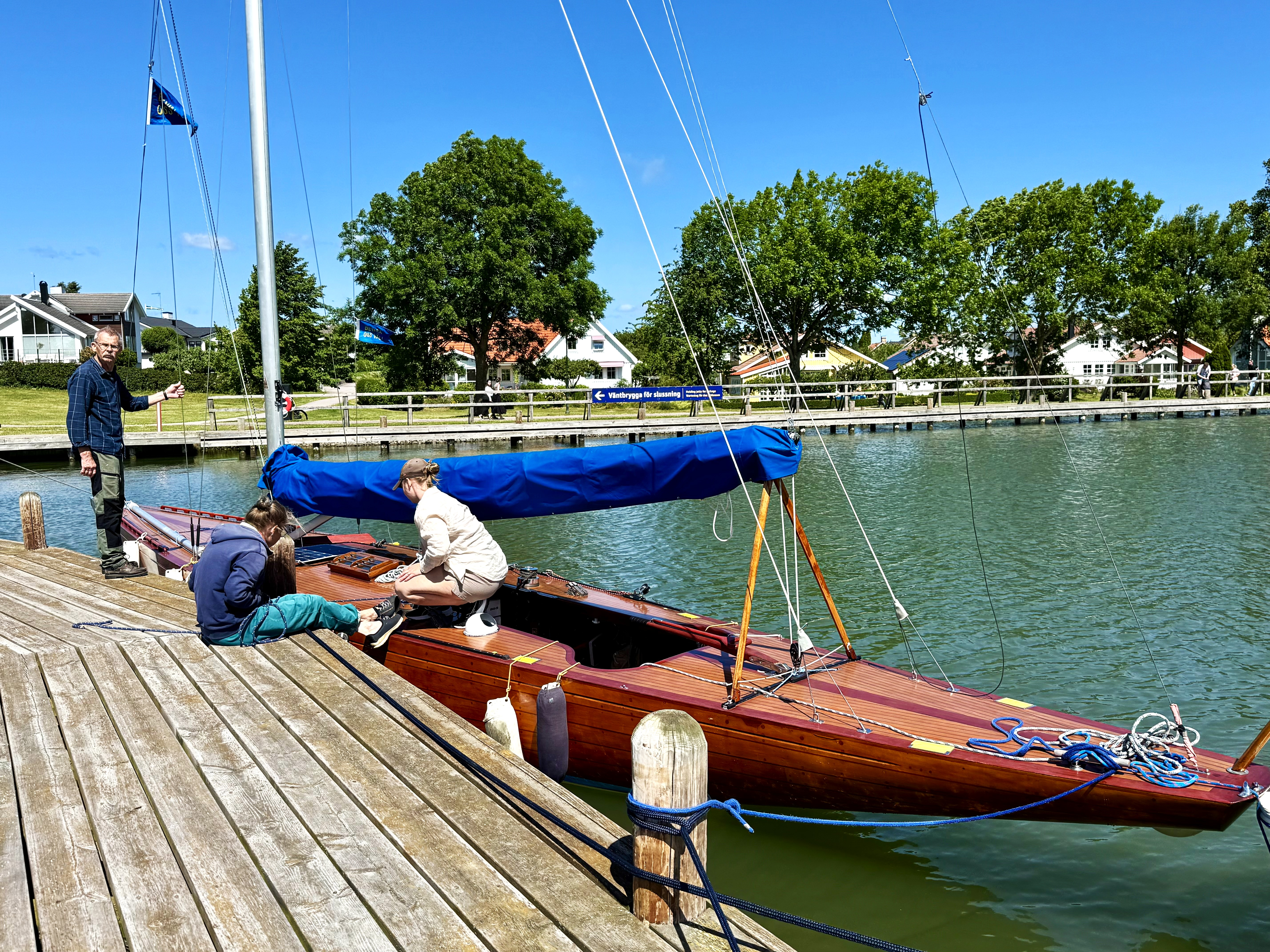
6mR-yachten Flush ritad av Harry Becker, byggd 1933 på Rödesunds båtvarv i Karlsborg.

6mR, eller Sexa, är en segelbåt konstruerad efter R-regeln från 1906 och 1920. Den var olympisk klass 1908–1952 och hade sin storhetsperiod under 1920- och 1930-talen.
Äldre sexor har en längd på 10–12 meter, längd i vattenlinjen på 6,3–7,3 meter, bredd på 1,7–2,1 meter och ett djuppgående på 1,5–1,7 meter. Segelarean är 38–48 kvadratmeter och deplacementet 3,3–4,5 ton.
En modern sexa är cirka 10,5 meter lång, knappt 2 meter bred, deplacerar cirka 4 ton samt har ett segelplan på omkring 45 kvadratmeter.
Klassens mest framträdande konstruktörer var inledningsvis norrmännen Johan Anker och Bjarne Aas. Gustaf Estlander ritade May Be, med vilken Sverige vann Guldpokalen 1927. Estlander ritade även Ian, som tog Guldpokalen 1930. Ian totalrenoverades inför VM i Finland 2011 och såldes sedermera till Genèvesjön i Schweiz, där det för övrigt finns en exakt kopia av Ian. Senare såldes Ian till kung Juan Carlos av Spanien. Tore Holms Bissbi, med vilken han själv som rorsman tog olympiskt guld 1932 och Alibaba II, som erövrade bronsmedalj vid OS 1948. Estlanderritade Lilian var den båt på vilken genuafocken först introducerades 1927.
Under 1930-talet fick segelsporten, och särskilt intresset för 6mR-båtar, ett stort uppsving i USA, vilket skapade en bred bas för konstruktion och byggande av kappseglare i denna klass. Konstruktören Olin Stephens framträdde med båtarna Lulu, som vann Guldpokalen 1937 och den exceptionella sexan Goose, som tog hem denna pokal både 1938 och 1939, och som sistnämnda år var över i Europa och nästan alla seglingar, som den deltog i. 
Under andra halvan av 1970-talet och hela 1980-talet upplevde klassen en renässans med många nybyggen både i Sverige och i andra länder. Två av de främsta och mest produktiva konstruktörerna av sexor under denna tid var Pelle Pettersson och Peter Norlin. I Sverige har det totalt byggts omkring 200 sexor. Idag byggs sällan nya sexor, men den befintliga flottan seglas aktivt, uppdelad mellan klassiska och moderna sexor, de senare byggda efter 1965.
VM för R6:or seglas vartannat år. År 2005 ägde VM rum i Sandhamn, Sverige. VM år 2007 ägde rum i Cowes, Isle of Wight i Storbritannien 2007. VM 2009 seglades i Newport på den Amerikanska östkusten och 2011 seglades VM i Helsingfors, Finland, då den finländska Sara af Hangö vann.